# V Tucanae
V Tucanae är en kortperiodisk förmörkelsevariabel av Algol-typ (EA/SD) i stjärnbilden Tukanen. 
Stjärnan har visuell magnitud +10,6, och varierar i amplitud med 2,4 magnituder med en period av 0,87091649 dygn eller 20,901996 timmar.